# ズメエヴィク

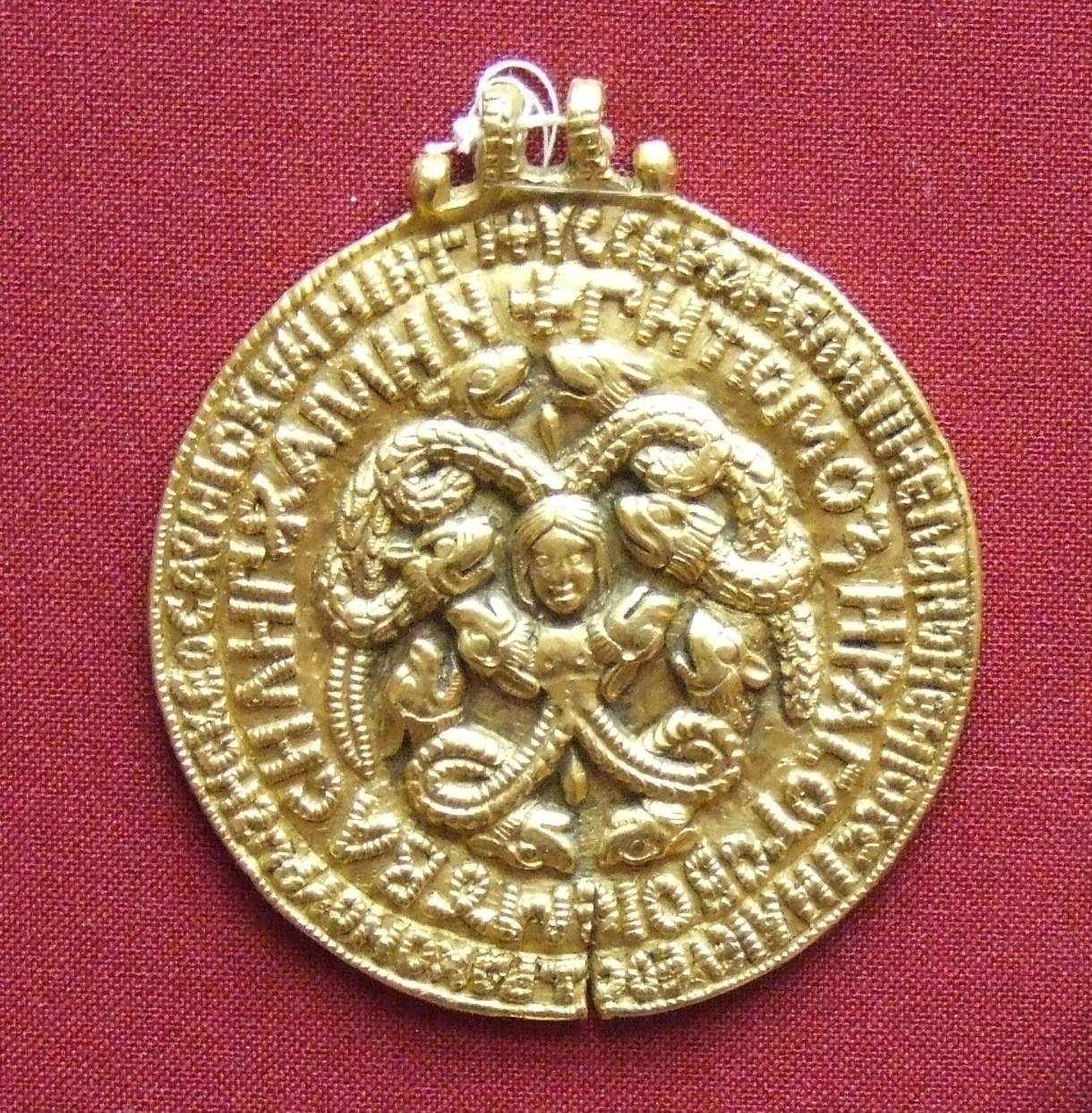
11世紀のズメエヴィク。黄金製。

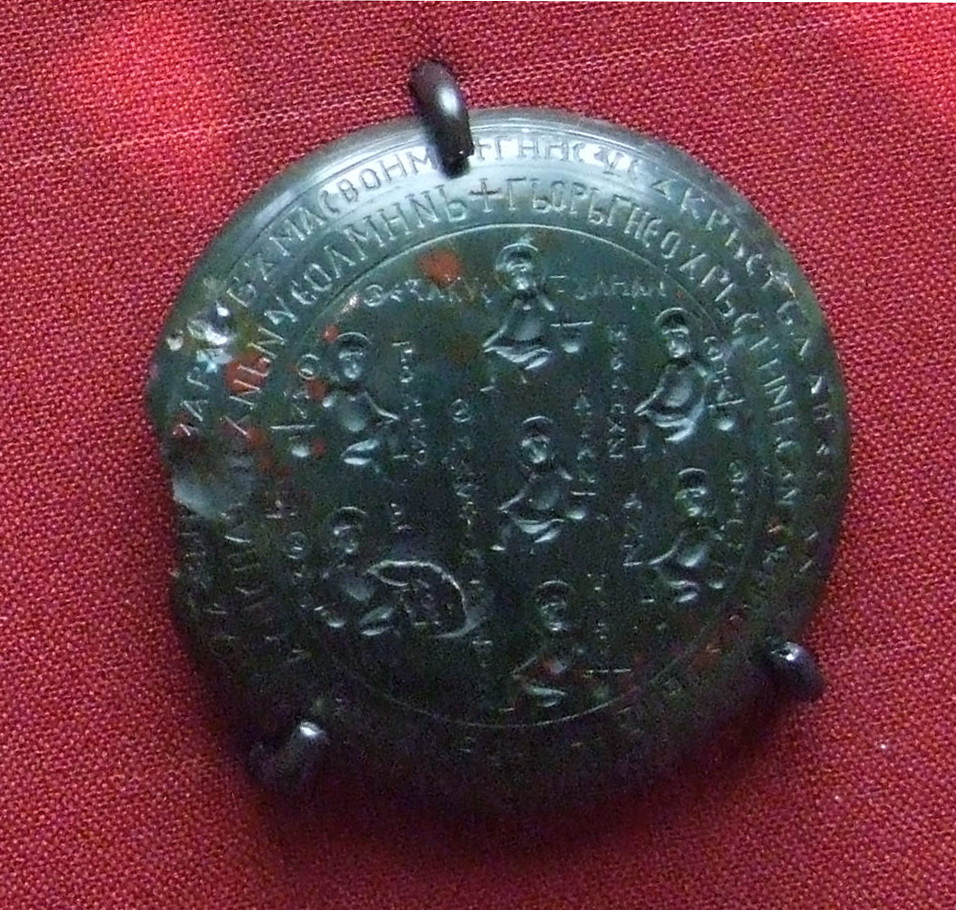
12世紀末 - 13世紀初頭。ウラジーミル大公フセヴォロドの妻・マリヤの所有物といわれる。

本頁のズメエヴィク（ズメエヴィー・ルーン）とは、中世ルーシの肖像入りの首飾り（メダリオン(ru)）の事である。ズメエヴィクは金属や石で作られ、その形は円形または楕円形であるが、時には八角形のものもある。肖像は、片面にはキリスト教の聖人と蛇（6から14匹）が描かれ、もう片面は病気除けの護符となっている。

## 概要
ゴルゴンの頭部をかたどった図像（ゴルゴネイオン）は、病魔を描いたお守りの図案としてビザンツ帝国やキエフ大公国で好まれていた。ズメエヴィクの表面の図柄は、古代ギリシャ・ローマの文化（古典古代文化）のメドゥーサに端を発している。ズメエヴィクはルーシにおいては11 - 12世紀に登場し、15 - 16世紀まで継続して用いられた。描かれる肖像は、たとえば生神女マリヤ、天使ミハエル、聖人ボリスとグレブ等のキリスト教に関わるものであった。裏面にはギリシャ語の祈祷の言葉が刻まれているが、所有者の胸に接しているため他の人からは見えない。
キエフ・ルーシ期のズメエヴィクのうち、もっとも著名なものは、「ウラジーミル・モノマフのチェルニゴフのグリヴナ（ヴォロディームィル・モノマフのチェルニーヒウのフルィウニャ）」と呼ばれるものである。これらのアーティファクトには、正教会の影響下におかれたルーシにおいての、異教の名残りを見ることができる。